# Голд-Ривер (селище, Нова Шотландія)
Голд-Ривер (Ґолд-Рівер; (англ.)Gold River) — громада в канадській провінції Нова Шотландія, розташована в муніципальному окрузі Честер, округ Луненбург, на однойменній річці.

## Золоті копальні
У вересні 1861 року в околицях Голд-Ривера було виявлене золото. В шахтах родовища від 1881 до 1940 років було видобуто 7610 унцій золота.
Видобуток відбувався лише епізодично з 1861-86 рр., але потім став більш безперервним к 1886—1915 рр. Тоді у видобуванні відбулась перерва протягом 15 років, поки воно не продовжилося знову в 1930-х. У 1931 році синдикат видобутку золота Лейсі осушив стару 25-метрову шахту в розколині Лейсі, яка була виявлена в 1910 році і стала однією з найпродуктивніших шахт у Голд-Ривері. У 1935 році був встановлений 25-тонний кульовий млин, але операції були припинені, оскільки надто багато золота втрачалося у хвостових відходах. Обладнання млина було недостатньо ефективним, і шахта закрилася.
У 1937 році шахту Лейсі підпорядкував собі уряд Нової Шотландії. Там був встановлений ще один 25-тонний кульовий млин. Шахта експлуатувалася в рамках Проєкту професійного вдосконалення шахтарів, — урядової програми, яка навчила близько 500 осіб «сучасним технологіям видобутку твердих порід» в 1937-40 роках.
Річка Голд-Ривер добре відома як хороша річка для ручного намиву золота, оскільки золотоносні кварцові жили насправді виходять в річку та прилягають до неї. Голд-Ривер розмиває деякі скелі, що містять золото, і несе їх по течії, поки золото не осяде. Попри те, що на Голд-Ривері ручного намиву широко не застосовували, це насправді простий, але ефективний дрібномасштабний спосіб видобутку золота на багатьох історичних місцях.

## Канадські шахтарі у Другій світовій війні
Початок Другої світової війни спричинив закриття програми. Але виявилося, що канадські шахтарі зіграли важливу роль у війні. Вони викопали багато кілометрів тунелів в Гібралтарських скелях, щоб захистити солдатів союзників від бомбардувань. Гібралтарська скеля була стратегічно важливою для контролю виходу до Середземного моря, і досвід Канади з видобутку твердих порід став ключовим для її утримання.

## Інше
У 2019 році причал Голд-Ривер-Марина був визнаний голосуванням користувачів як найкраща вітрильна служба 2019 року в муніципалітеті Честер.